# Lucian Newhall House (Massachusetts)
Das Lucian Newhall House ist ein historisches Gebäude in Lynn im US-Bundesstaat Massachusetts. Das im Jahr 1866 errichtete Haus wurde im Juli 1985 in das National Register of Historic Places aufgenommen und im November 1996 als Historic District Contributing Property deklariert.

## Geschichte
Die Vorfahren von Lucian Newhall (1824–1898), dem Erbauer des Hauses, gehörten zu den ersten Siedlern, die in Lynn sesshaft wurden. Sowohl sein Vater als auch sein Großvater waren als Schuhhersteller tätig. Lucian Newhall gründete 1847 seine eigene Schuhfabrik und begründete damit mit anderen Unternehmern den heutigen Central Business District der Stadt. Von einer Reise nach England brachte er Baupläne mit, nach denen er 1866 Lucian Newhall House als seinen Wohnsitz im Diamond District, einem elitären Viertel Lynns, errichtete.
Lucian Newhall House wurde im zur damaligen Zeit in Europa verbreiteten Architekturstil des Second Empire erbaut. Durch seine Lage und seine erhaltene ursprüngliche Architektur gilt Lucian Newhall House als Blickfang des Diamond Districts und der ganzen Stadt Lynn.